# 리프 에릭슨

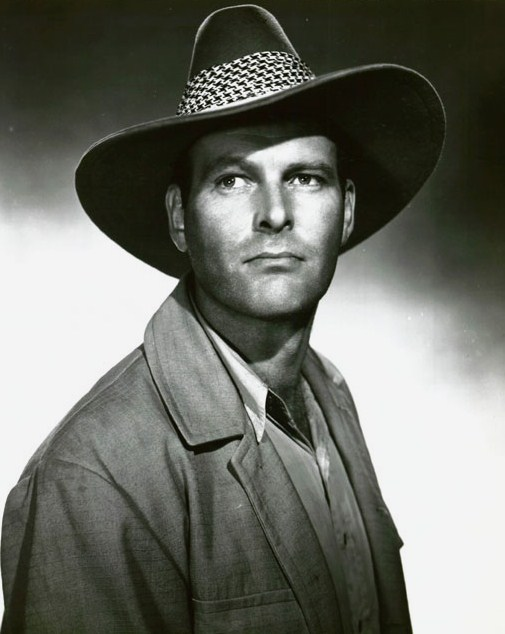

리프 에릭슨(Leif Erickson, 1911년 10월 27일 ~ 1986년 1월 29일)은 미국의 가수, 음악가, 연극 배우, 영화배우, 텔레비전 배우이다.
앨러미다에서 태어났으며 펜서콜라에서 사망하였다. 사인은 암이다.

## 방송
- 캐넌목장

## 영화
- 미합중국 최후의 날 (1977년)
- 마지막 승부 (1975년)
- 유괴 (1975년)
- 제6지대 (1970년)
- 캐넌 목장 (1967년)
- 신기루 (1965년)
- 카펫베거 (1964년)
- 카니발 (1964년)
- 보난자 (1959년)
- 차와 동정 (1956년)
- 먼지 속의 별 (1956년)
- 클라이막스! (1954년)
- 워터프론트 (1954년)
- 트러블 어롱 더 웨이 (1953년)
- 화성에서 온 침입자 (1953년)
- 내 마음 속의 노래와 (1952년)
- 애보트와 코스텔로 4 (1952년) - 모건 역
- 세일러 비워 (1952년)
- 톨 타겟 (1951년)
- 14시간 (1951년)
- 쇼 보트 (1951년)
- 세가지 비밀 (1950년)
- 살인 전화 (1948년)
- 스네이크 핏 (1948년)
- 잔 다르크 (1948년)
- 아라비안 나이트 (1942년)
- 나잇 몬스터 (1942년)
- 더 플릿츠 인 (1942년)
- 보물섬 소동 (1942년)
- 빅 브로드캐스트 오브 1938 (1938년)
- 와이키키 웨딩 (1937년)
- 정복자 (1937년)
- 콜리지 홀리데이 (1936년)